# Ángelo Sagal
Ángelo Nicolás Sagal Tapia (Talca, 18 de abril de 1993) é um futebolista chileno que atualmente joga no Ferencváros como Atacante.

## Seleção Chilena
Ele conseguiu sua primeira convocação para o time principal do Chile para um amigável contra os Estados Unidos em janeiro de 2015 e fez sua estréia internacional no jogo. Na Taça da China de 2017, marcou o seu primeiro gol de jogo internacional, que fez La Roja ganhar a taça